# Pavilon bývalé střelnice
Pavilon bývalé střelnice (též Lázně Evženie) je empírová stavba z 19. století v Klášterci nad Ohří.

## Historie
Objekt nechal vybudovat v roce 1878 spolek ostrostřelců jako střelnici. Na přelomu 19. a 20. století, kdy byl v oblasti objeven minerální pramen, však už fungoval jako restaurace. Budova byla začleněna do lázeňského areálu, který tou dobu na místě budoval cukrovarník František Fieber z Ústí nad Labem. Minerální pramen, jehož byl vlastníkem, pojmenoval Fieber po své manželce Eugenii a stejný název získal i celý lázeňský komplex. Lázně Evženie fungovaly do poloviny 20. století, poté byl minerální pramen zabetonován a ve 2. polovině 20. století působil v pavilonu bývalé střelnice Svazarm. Od 90. let je v něm znovu provozována restaurace.
Budova je chráněna jako kulturní památka od roku 1958.

## Architektura
Pavilon stojí na půdorysu ve tvaru písmene T. V hlavním průčelí vystupuje portikus nesený čtyřmi iónskými sloupy, s hladkým kladím a vlysem. Pravoúhlý vstup je po stranách zvýrazněn pilastry. Dlouhé fasády jsou jedenáctiosé, zdobené štukovými lizénami. Okna jsou uzavřena půlkruhovým obloukem. V zadní fasádě je balkon. Stavba je zastřešena sadou sedlových a valbových střech.

## Zajímavost
Rekonstrukce pavilonu získala titul Památka roku 2021 v kategorii Malé rekonstrukce.